# بي إم دبليو إكس2
بي إم دبليو إكس2 (بالألمانية: BMW X2) هي سيارة رياضية متعددة الأغراض تنتجها الشركة البافارية بي إم دبليو منذ عام 2017.